# Cabezarrubias del Puerto
Cabezarrubias del Puerto é um município da Espanha na província de Ciudad Real, comunidade autónoma de Castilla-La Mancha, de área 100,59 km² com população de 576 habitantes (2006) e densidade populacional de 5,73 hab./km².

## Demografia

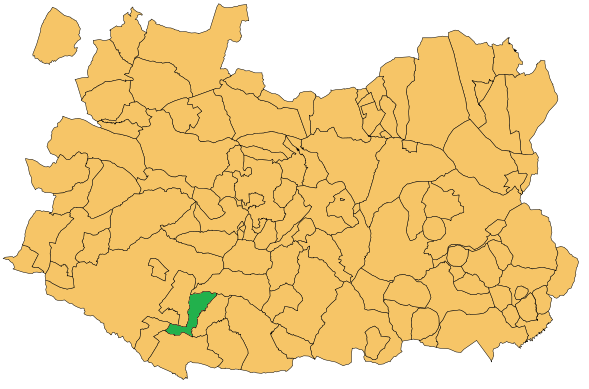
Mapa de localização

| Variação demográfica do município entre 1991 e 2004 | Variação demográfica do município entre 1991 e 2004 | Variação demográfica do município entre 1991 e 2004 | Variação demográfica do município entre 1991 e 2004 |
| --------------------------------------------------- | --------------------------------------------------- | --------------------------------------------------- | --------------------------------------------------- |
| 1991                                                | 1996                                                | 2001                                                | 2004                                                |
| 782                                                 | 678                                                 | 621                                                 | 608                                                 |